# Tromsdalen Fotball 2012
Questa voce raccoglie le informazioni riguardanti il Tromsdalen Fotball nelle competizioni ufficiali della stagione 2012.

## Stagione
Il Tromsdalen chiuse la stagione al 13º posto in classifica, retrocedendo così nella 2. divisjon. L'avventura nella Coppa di Norvegia 2012, invece, terminò al terzo turno con l'eliminazione per mano del Tromsø. Il calciatore più utilizzato fu Håkon Kjæve, con le sue 33 presenze (30 in campionato, 3 nella coppa nazionale). Il miglior marcatore fu invece Håvard Lysvoll, autore di 12 reti (tutte in campionato).

## Maglie e sponsor
Lo sponsor tecnico per la stagione 2012 fu Umbro, mentre lo sponsor ufficiale fu Sparebank. La divisa casalinga era composta da una maglietta blu con inserti rossi, pantaloncini e calzettoni rossi. Quella da trasferta era invece costituita da un completo bianco.
| Casa | Trasferta |

## Rosa
| N. |                     | Ruolo | Calciatore           |
| -- | ------------------- | ----- | -------------------- |
| 1  | Norvegia (bandiera) | P     | Lars Johnsen         |
| 2  | Norvegia (bandiera) | C     | Tormod Ernstsen      |
| 3  | Norvegia (bandiera) | D     | Ludvig Rinde         |
| 4  | Norvegia (bandiera) | D     | Eirik Bertheussen    |
| 5  | Norvegia (bandiera) | D     | Tobias Arnøy         |
| 6  | Norvegia (bandiera) | D     | Eirik André Yndestad |
| 7  | Norvegia (bandiera) | C     | Ole Talberg          |
| 8  | Norvegia (bandiera) | C     | Tor Martin Mienna    |
| 8  | Norvegia (bandiera) | A     | Christer Johnsgård   |
| 9  | Norvegia (bandiera) | C     | Bjørn Strøm          |
| 10 | Norvegia (bandiera) | D     | Jonas Johansen       |
| 11 | Norvegia (bandiera) | D     | Håvard Lysvoll       |
| 13 | Norvegia (bandiera) | C     | Tomas Kristoffersen  |
| 14 | Norvegia (bandiera) | A     | Marius Grønnbakk     |

| N. |                     | Ruolo | Calciatore          |
| -- | ------------------- | ----- | ------------------- |
| 15 | Norvegia (bandiera) | A     | Håkon Kjæve         |
| 16 | Norvegia (bandiera) | A     | Reidar Waage        |
| 17 | Norvegia (bandiera) | C     | Kjell Vangen        |
| 19 | Norvegia (bandiera) | C     | Lars-Gunnar Johnsen |
| 20 | Somalia (bandiera)  | A     | Mohammed Ahamed     |
| 20 | Norvegia (bandiera) | C     | Christian Hjorth    |
| 21 | Norvegia (bandiera) | C     | Bjørn Lidin Hansen  |
| 22 | Norvegia (bandiera) | C     | Martin Traasdahl    |
| 23 | Norvegia (bandiera) | P     | Eirik Sørensen      |
| 24 | Norvegia (bandiera) | D     | Tom Erik Richardsen |
| 25 | Norvegia (bandiera) | A     | Sondre Flaat        |
| 26 | Norvegia (bandiera) | A     | Vegard Lysvoll      |
| 77 | Norvegia (bandiera) | C     | Fredrik Allertsen   |

## Calciomercato

### Sessione invernale(dal 01/01 al 31/03)
| Acquisti | Acquisti     | Acquisti   | Acquisti   |
| R.       | Nome         | da         | Modalità   |
| -------- | ------------ | ---------- | ---------- |
| D        | Tobias Arnøy | Bodø/Glimt | definitivo |
| D        | Ludvig Rinde | svincolato |            |
| C        | Kjell Vangen | Harstad    | definitivo |
| A        | Håkon Kjæve  | Tromsø     | prestito   |

| Cessioni | Cessioni                | Cessioni      | Cessioni   |
| R.       | Nome                    | a             | Modalità   |
| -------- | ----------------------- | ------------- | ---------- |
| P        | Morten Bredal-Thorsen   |               | svincolato |
| D        | Ruben Kristiansen       | Tromsø        | definitivo |
| D        | Kjetil Warholm          | Senja         | definitivo |
| C        | Preben Yttergård Hansen |               | svincolato |
| C        | Isak Krogstad           |               | svincolato |
| A        | Vegard Lysvoll          |               | svincolato |
| A        | Morten Nilsen           | Lyngen/Karnes | definitivo |
| A        | Alexander Nynes         | Notodden      | definitivo |

### Sessione estiva(dal 01/08 al 31/08)
| Acquisti | Acquisti            | Acquisti   | Acquisti   |
| R.       | Nome                | da         | Modalità   |
| -------- | ------------------- | ---------- | ---------- |
| D        | Tom Erik Richardsen | svincolato |            |
| C        | Tor Martin Mienna   | Nordreisa  | definitivo |
| A        | Mohammed Ahamed     | Tromsø     | prestito   |
| A        | Vegard Lysvoll      | Tromsø     | prestito   |

| Cessioni | Cessioni           | Cessioni    | Cessioni   |
| R.       | Nome               | a           | Modalità   |
| -------- | ------------------ | ----------- | ---------- |
| C        | Fredrik Allertsen  | Kvik Halden | definitivo |
| C        | Christian Hjorth   | Byåsen      | definitivo |
| A        | Christer Johnsgård | Senja       | prestito   |

## Risultati

### 1. divisjon

#### Girone di andata
| Arbitro: | Lundby |

|                  |           |                                    |
| Barli 49’ (aut.) | Marcatori | 6’ Reginiussen 47’ Moe 69’ Stilson |

| Arbitro: | Eskås |

|                         |           |  |
| Moen 55’ Johannesen 90’ | Marcatori |  |

| Arbitro: | Hansen |

|                |           |  |
| H. Lysvoll 44’ | Marcatori |  |

| Arbitro: | Toppe |

|                                        |           |                     |
| V. Braaten 7’ Johansen 37’ Knarvik 90’ | Marcatori | 45’ Rinde 79’ Strøm |

| Arbitro: | Rafiq |

|                               |           |  |
| Johansen 13’ (rig.) Waage 18’ | Marcatori |  |

| Arbitro: | Gya |

|              |           |                       |
| Shaswari 33’ | Marcatori | 16’ Lysvoll 26’ Kjæve |

| Arbitro: | Ahlsen |

|           |           |                |
| Kjæve 20’ | Marcatori | 45’ Nikolaisen |

| Arbitro: | Gjermshus |

|                         |           |                 |
| Hansen 15’ Andresen 25’ | Marcatori | 90’ Bertheussen |

| Arbitro: | Borgersen (Oslo) |

|                                           |           |                         |
| Kjæve 5’ Johansen 32’ (rig.) Yndestad 64’ | Marcatori | 28’ Helland 44’ Standal |

| Arbitro: | Ahlsen |

|                         |           |                             |
| Stokkeland 3’ Herrem 9’ | Marcatori | 17’ H. Lysvoll 48’ Johansen |

| Arbitro: | Rafiq |

|         |           |                      |
| Aas 66’ | Marcatori | 80’ Vangen 86’ Flaat |

| Tromsdalen 8 luglio 2012, ore 18:00 12ª giornata | Tromsdalen | 0 – 0 referto | Sarpsborg 08 | TUIL Arena (568 spett.)\| Arbitro: \| Hansen \| |
| Arbitro:                                         | Hansen     |               |              |                                                 |

| Arbitro: | Rafiq |

|                                                                                 |           |                                    |
| K. Hagen 2’ Gundersen 10’, 39’ Dahle 14’ Hansen 19’ Lehne Olsen 30’ (rig.), 88’ | Marcatori | 24’ Johansen 90’ (rig.) H. Lysvoll |

| Arbitro: | Hansen |

|           |           |                         |
| Strøm 54’ | Marcatori | 24’ Børufsen 75’ Owello |

| Arbitro: | Gjermshus |

|                                                                 |           |  |
| Sistek 8’ Bjørnevik 33’ (rig.) Møller 53’ Olsen 89’ Tokstad 90’ | Marcatori |  |

#### Girone di ritorno
| Arbitro: | Borgersen (Oslo) |

|  |           |                                     |
|  | Marcatori | 22’ Jaiteh 28’ Ca. Hansen 80’ Dieng |

| Arbitro: | Steen |

|                                                     |           |                |
| Moe 58’ Tronseth 59’ Izuchukwu 89’ Stene 90’ (rig.) | Marcatori | 19’ H. Lysvoll |

| Arbitro: | Rafiq |

|                          |           |               |
| Waage 3’ Bertheussen 37’ | Marcatori | 54’ Myklebust |

| Sarpsbor 26 agosto 2012, ore 18:00 19ª giornata        | Sarpsborg 08 | 2 – 0 referto | Tromsdalen | Sarpsborg Stadion (2.779 spett.) |
| \| \| \| \| \| Solberg 37’ Hoås 90’ \| Marcatori \| \| |              |               |            |                                  |
|                                                        |              |               |            |                                  |
| Solberg 37’ Hoås 90’                                   | Marcatori    |               |            |                                  |

| Arbitro: | Lundby |

|                                         |           |  |
| Talberg 58’ Yndestad 67’ H. Lysvoll 72’ | Marcatori |  |

| Arbitro: | Moen |

|                                             |           |                                     |
| Asante 6’ Vilhjálmsson 29’ Kristjánsson 64’ | Marcatori | 22’ H. Lysvoll 37’ Rinde 85’ Mienna |

| Arbitro: | Toppe |

|                   |           |                                               |
| Johansen 24’, 50’ | Marcatori | 34’ (rig.) Sandbu 75’ Shaswari 82’ Pellegrino |

| Arbitro: | Hansen |

|               |           |                 |
| H. Lysvoll 7’ | Marcatori | 38’ Lehne Olsen |

| Arbitro: | Eskås |

|                                                     |           |                               |
| Helland 34’ (rig.) Rekdal 43’ Moltu 49’ Standal 87’ | Marcatori | 28’, 67’ Yndestad 47’ Talberg |

| Arbitro: | Borgersen (Oslo) |

|                                                                   |           |             |
| Johansen 20’ (rig.) V. Lysvoll 22’ Ahamed 45’, 78’ H. Lysvoll 74’ | Marcatori | 38’ Risholt |

| Arbitro: | Ahlsen |

|              |           |                                                                        |
| Amundsen 31’ | Marcatori | 48’ (rig.) Johansen 62’ Ahamed 69’ V. Lysvoll 77’ H. Lysvoll 90’ Waage |

| Arbitro: | Tennøy |

|            |           |                            |
| Vangen 42’ | Marcatori | 45’ T. Jørstad 64’ Adebahr |

| Arbitro: | Døvle (Larvik) |

|                                  |           |  |
| Midtgarden 34’, 63’ Diomande 69’ | Marcatori |  |

| Arbitro: | Nilsen |

|                                            |           |  |
| Johansen 34’ (rig.) Ahamed 53’ Lysvoll 62’ | Marcatori |  |

| Arbitro: | Tennøy |

|                                |           |                        |
| Norbye 11’ Nikolaisen 20’, 32’ | Marcatori | 30’ Lysvoll 61’ Ahamed |

### Coppa di Norvegia
| 1º maggio 2012, ore 18:00 Primo turno                                                           | Salangen  | 1 – 3 referto                               | Tromsdalen |  |
| \| \| \| \| \| Ratkje 71’ (rig.) \| Marcatori \| 34’ Johnsgård 79’ (rig.) Johansen 81’ Flaat \| |           |                                             |            |  |
|                                                                                                 |           |                                             |            |  |
| Ratkje 71’ (rig.)                                                                               | Marcatori | 34’ Johnsgård 79’ (rig.) Johansen 81’ Flaat |            |  |

| Arbitro: | Loe |

|                                  |           |                       |
| Johansen 4’ Waage 97’ Arnøy 111’ | Marcatori | 57’ Vinje 117’ Nilsen |

| Arbitro: | Døvle (Larvik) |

|                                                 |           |  |
| Jenssen 48’ Ondrášek 62’ Björck 65’ Lysvoll 87’ | Marcatori |  |

## Statistiche

### Statistiche di squadra
| Competizione      | Punti | In casa | In casa | In casa | In casa | In casa | In casa | In trasferta | In trasferta | In trasferta | In trasferta | In trasferta | In trasferta | Totale | Totale | Totale | Totale | Totale | Totale | DR  |
| Competizione      | Punti | G       | V       | N       | P       | Gf      | Gs      | G            | V            | N            | P            | Gf           | Gs           | G      | V      | N      | P      | Gf     | Gs     | DR  |
| ----------------- | ----- | ------- | ------- | ------- | ------- | ------- | ------- | ------------ | ------------ | ------------ | ------------ | ------------ | ------------ | ------ | ------ | ------ | ------ | ------ | ------ | --- |
| 1. divisjon       | 35    | 15      | 7       | 3       | 5       | 26      | 19      | 15           | 3            | 2            | 10           | 25           | 43           | 30     | 10     | 5      | 15     | 51     | 62     | -11 |
| Coppa di Norvegia | -     | 1       | 1       | 0       | 0       | 3       | 2       | 2            | 1            | 0            | 1            | 3            | 5            | 3      | 2      | 0      | 1      | 6      | 7      | -1  |
| Totale            | -     | 16      | 8       | 3       | 5       | 29      | 21      | 17           | 4            | 2            | 11           | 28           | 48           | 33     | 12     | 5      | 16     | 57     | 69     | -12 |

### Statistiche dei giocatori
| Giocatore        | 1. divisjon | 1. divisjon | 1. divisjon | 1. divisjon | Coppa di Norvegia | Coppa di Norvegia | Coppa di Norvegia | Coppa di Norvegia | Totale   | Totale | Totale      | Totale     |
| Giocatore        | Presenze    | Reti        | Ammonizioni | Espulsioni  | Presenze          | Reti              | Ammonizioni       | Espulsioni        | Presenze | Reti   | Ammonizioni | Espulsioni |
| ---------------- | ----------- | ----------- | ----------- | ----------- | ----------------- | ----------------- | ----------------- | ----------------- | -------- | ------ | ----------- | ---------- |
| M. Ahamed        | 12          | 5           | 2           | 1           | 0                 | 0                 | 0                 | 0                 | 12       | 5      | 2           | 1          |
| F. Allertsen     | 7           | 0           | 1           | 0           | 1                 | 0                 | 0                 | 0                 | 8        | 0      | 1           | 0          |
| T. Arnøy         | 17          | 0           | 2           | 0           | 2                 | 1                 | 0                 | 0                 | 19       | 1      | 2           | 0          |
| E. Bertheussen   | 23          | 2           | 6           | 0           | 3                 | 0                 | 0                 | 0                 | 26       | 2      | 6           | 0          |
| T. Ernstsen      | 0           | 0           | 0           | 0           | 0                 | 0                 | 0                 | 0                 | 0        | 0      | 0           | 0          |
| S. Flaat         | 7           | 1           | 0           | 0           | 1                 | 1                 | 0                 | 0                 | 8        | 2      | 0           | 0          |
| M. Grønnbakk     | 0           | 0           | 0           | 0           | 0                 | 0                 | 0                 | 0                 | 0        | 0      | 0           | 0          |
| B. Hansen        | 25          | 0           | 2           | 0           | 2                 | 0                 | 1                 | 0                 | 27       | 0      | 3           | 0          |
| C. Hjorth        | 3           | 0           | 0           | 0           | 0                 | 0                 | 0                 | 0                 | 3        | 0      | 0           | 0          |
| J. Johansen      | 26          | 9           | 5           | 2           | 2                 | 2                 | 2                 | 0                 | 28       | 11     | 7           | 2          |
| L. Johnsen       | 2           | 0           | 0           | 0           | 0                 | 0                 | 0                 | 0                 | 2        | 0      | 0           | 0          |
| L. G. Johnsen    | 28          | 0           | 4           | 0           | 3                 | 0                 | 0                 | 0                 | 31       | 0      | 4           | 0          |
| C. Johnsgård     | 13          | 0           | 0           | 0           | 2                 | 1                 | 0                 | 0                 | 15       | 1      | 0           | 0          |
| H. Kjæve         | 30          | 3           | 0           | 0           | 3                 | 0                 | 0                 | 0                 | 33       | 3      | 0           | 0          |
| T. Kristoffersen | 4           | 0           | 0           | 0           | 1                 | 0                 | 0                 | 0                 | 5        | 0      | 0           | 0          |
| H. Lysvoll       | 28          | 12          | 2           | 1           | 3                 | 0                 | 0                 | 0                 | 31       | 12     | 2           | 1          |
| V. Lysvoll       | 11          | 2           | 0           | 0           | 0                 | 0                 | 0                 | 0                 | 11       | 2      | 0           | 0          |
| T. Mienna        | 3           | 1           | 0           | 0           | 0                 | 0                 | 0                 | 0                 | 3        | 1      | 0           | 0          |
| T. Richardsen    | 0           | 0           | 0           | 0           | 0                 | 0                 | 0                 | 0                 | 0        | 0      | 0           | 0          |
| L. Rinde         | 29          | 2           | 3           | 0           | 2                 | 0                 | 0                 | 0                 | 31       | 2      | 3           | 0          |
| E. Sørensen      | 29          | 0           | 3           | 1           | 3                 | 0                 | 0                 | 0                 | 32       | 0      | 3           | 1          |
| B. Strøm         | 26          | 2           | 5           | 0           | 3                 | 0                 | 0                 | 0                 | 29       | 2      | 5           | 0          |
| O. Talberg       | 27          | 2           | 4           | 0           | 2                 | 0                 | 0                 | 0                 | 29       | 2      | 4           | 0          |
| M. Traasdahl     | 0           | 0           | 0           | 0           | 0                 | 0                 | 0                 | 0                 | 0        | 0      | 0           | 0          |
| K. Vangen        | 17          | 2           | 0           | 0           | 2                 | 0                 | 0                 | 0                 | 19       | 2      | 0           | 0          |
| R. Waage         | 21          | 3           | 1           | 0           | 3                 | 1                 | 0                 | 0                 | 24       | 4      | 1           | 0          |
| E. Yndestad      | 27          | 4           | 2           | 1           | 2                 | 0                 | 0                 | 0                 | 29       | 4      | 2           | 1          |